# Mikele Leigertwood
Mikele Benjamin Leigertwood (Enfield, 12 de noviembre de 1982) es un exfutbolista británico nacionalizado antiguano que jugaba de centrocampista.
Tras finalizar su contrato con el Reading F. C. al término de la temporada 2013-14, estuvo a prueba en el Nottingham Forest F. C., no firmando un contrato debido a problemas físicos. Un año después inició su trayectoria en los banquillos. En 2016 regresó al Reading F. C. con un cargo en la academia del club.

## Selección nacional
Fue internacional con la selección de fútbol de Antigua y Barbuda en 11 ocasiones en las que anotó un gol.

## Clubes
| Club                         | País       | Año       |
| ---------------------------- | ---------- | --------- |
| Wimbledon F. C.              | Inglaterra | 2001-2004 |
| Leyton Orient F. C. (cedido) | Inglaterra | 2001-2002 |
| Crystal Palace F. C.         | Inglaterra | 2004-2006 |
| Sheffield United F. C.       | Inglaterra | 2006-2007 |
| Queens Park Rangers F. C.    | Inglaterra | 2007-2011 |
| Reading F. C. (cedido)       | Inglaterra | 2010-2011 |
| Reading F. C.                | Inglaterra | 2011-2014 |

## Palmarés

### Títulos nacionales
| Título                       | Club                      | País       | Año  |
| ---------------------------- | ------------------------- | ---------- | ---- |
| Football League Championship | Queens Park Rangers F. C. | Inglaterra | 2011 |
| Football League Championship | Reading F. C.             | Inglaterra | 2012 |